# Дрекс Руйнівник
Дрекс Руйнівник або Дракс Руйнівник (англ. Drax the Destroyer), минуле ім'я — Артур Семпсон Дуґлас (англ. Arthur Sampson Douglas) — вигаданий персонаж з коміксів американського видавництва Marvel Comics. Дрекс був створений Джимом Старліним, його перша поява відбулась у коміксі The Invincible Iron Man #55 (лютий 1973).
Історія походження Дрекса починається з того, що його сім'ю вбиває Божевільний титан Танос. Потребуючи воїна для боротьби з ним, Кронос узяв дух Артура та помістив його в нове потужне тіло — саме так народився Дрекс Руйнівник. Здібності Дрекса включали могутню силу й стійкість, а також здатність до польоту та випускання з рук зарядів енергії. Персонаж часто вступав у двобій з Таносом, а іноді з супергероями Капітаном Марвел і Адамом Ворлоком. Був членом Варти Нескінченності.
У 2004 році Дрекс втратив здатність літати, випускати у ворогів заряди енергії та значну частку своєї сили й стійкості. Він брав участь у сюжетних лініях коміксів Annihilation та Annihilation: Conquest, згодом приєднався до нових Вартових галактики.
Дрекс Руйнівник з'являвся на різноманітних супутніх товарах Marvel Comics, включаючи анімаційні телесеріали, фігурки героїв та відеоігри. У фільмах, що входять до Кіновсесвіту Marvel, роль Дрекса виконав актор і реслер Дейв Батіста, тим самим персонаж у його виконанні з'являвся у низці фільмів: «Вартові галактики» (2014), «Вартові галактики 2» (2017), «Месники: Війна нескінченності» (2018), «Месники: Завершення» (2019), «Тор: Любов і грім» (2022), «Вартові галактики: Спеціальний святковий випуск» (2022) і «Вартові галактики 3» (2023). Дрекс також з'являвся в анімаційному телесеріалі Disney+ «А що як...?» (2021).

## Створення
Джим Старлін коментує створення персонажа наступним чином:
На початку Дрекс мав бути універсальним, бо я не знав, що в біса робити з ним. Він мав бути допоміжною частиною; він мав бути криптонітом для Таноса. Я наче відійшов від цієї ідеї та, коли повернувся до Дрекса, зробив одну велику зміну в ньому. Я пошкодив йому мозок і зробив з нього Галка, тому що на той момент у Marvel не було тупої зеленої штуки, і я подумав, що вони повинні були б її мати. І я зробив це. Пізніше вони захотіли змінити його візуальний образ, з чим у мене не було проблем, тому що я ніколи не був у захваті від цього костюма. Це не мало особливого сенсу. Я не був достатньо вкладений у персонажа, щоб повернутися і зробити з ним щось більше.

## Історія публікації
Дрекс Руйнівник уперше з'явився в коміксі The Invincible Iron Man #55 (лютий 1973), він був створений Джимом Старліним за допомогою сценариста Майка Фрідріха. У нього була постійна роль у Captain Marvel, починаючи з випуску #27 (липень 1973). Він також з'являвся у Warlock #10 (грудень 1975), Iron Man #88 (липень 1976), Warlock #15 (листопад 1976), Logan's Run #6 (червень 1977), Thor #314 (грудень 1981), та Avengers #219 (травень 1982).
Старлін повернув до життя Дрекса у третьому томі Silver Surfer #35 (1990), де він стабільно брав участь у подіях до #50. Після появи в The Infinity Gauntlet #1-6 (1991), він з'явився в Warlock and the Infinity Watch #1-42 (1992-1995) як член титульної команди, Варти Нескінченності. Персонаж знову з'явився у третьому томі Warlock #1-4 (1998-1999) і четвертому томі Captain Marvel #4-6 (2001).
У 2004 році вийшла однойменна мінісерія з 4 випусків, де Дрекс був головним героєм — Drax the Destroyer (2005). Наступними роками він з'являвся як допоміжний персонаж у таких коміксах, як «Annihilation: Nova #1–4 (2005) та Annihilation #1–6 (2006). Після подальшої появи в четвертому томі Nova #4-7 (2007) та сюжетній лінії «Annihilation: Conquest 2008 року, він був показаний як член команди в перезапуску Вартових галактики 2008 року, і з'явився в однойменній серії з 25 випусків. Персонаж мав невелику роль у The Thanos Imperative #1–3 (2010), в якому він був убитий.
Персонаж знову з'явився у випусках Avengers Assemble #4-8 (червень-жовтень 2012), без згадки про його смерть. Він з'явиться в третьому томі Guardians of the Galaxy, що є частиною перезапуску Marvel NOW!

## Вигадана біографія

### Раннє життя
Під час поїздки пустелею разом із дружиною і дочкою автомобіль Артура Дуґласа зазнав нападу корабля, пілотованого Таносом, який вирішив, що люди бачили його. Його дочка, Гізер, пережила атаку і була прийнята батьком Таноса Ментором, і перевезена на Титан. Пізніше вона стає Місячним драконом.
Потребуючи істоту для боротьби з Таносом, Менот і бог Титана Кронос помістили душу Дуґласа в нове потужне тіло. Він став називатися Дрексом Руйнівником, і його єдиною метою стало вбивство Таноса. Із Залізною людиною Дрекс бореться проти Таноса і Кровних Братів, але Танос тікає. Намагаючись запобігти отриманню Таносом Космічного куба, Дрекс відновлює свої спогади. Після того, як Капітан Марвел перемагає Таноса, Дрекс атакує Капітана Марвела, за те, що той позбавив його мети. Пізніше він дізнається, що Таносу вдалося відновити себе, і його знову знищили в бою з Капітаном Марвелом, Месниками й Адамом Ворлоком. Разом із Капітаном Марвелом Дрекс бореться з ІСААК, Стеллараксом, Лордом Ґеа, Елізіусом і Хаосом.
Через деякий час Дрекс, одержимий чужою сутністю, бореться зі своєю дочкою Місячним драконом і Тором. Після відновлення Дракс разом із Місячним драконом подорожують через простір у пошуках знань. Зрештою, вони опиняються на планеті Ба-Баніс, світі людиноподібних прибульців, які опинилися у великій громадянській війні. Місячний дракон використовує свої ментальні сили, щоб придушити конфлікт, а потім вирішує представити себе як богиню. Дрекс визнає, що її амбіції підлі та направляє свій корабель на Землю з голографічним повідомленням про лихо. Месники зреагували та звільнили світ від психічно насильницького спокою. Звільнений Месниками від психічного панування своєї доньки, Дрекс прагне завершити її погрози. Для того, щоб зупинити його, Місячний дракон подумки змушує сутність життя Дрекса звільнити його штучне тіло.

### Варта Нескінченності
Коли Танос воскрешає Пані Смерть, Кронос реанімує Руйнівника і наділяє його ще більшою фізичною силою. Однак Кронос не враховує наслідки смерті Дрекса, і розум Руйнівника зберігає пошкодження, завдані Місячним Драконом. Разом з багатьма іншими героями Дракс допомагає битися Таносу і Туманності за володіння Рукавичкою Нескінченності. Адам Ворлок обирає Дрекса охороняти Самоцвіт Сили як частину Варти Нескінченності.
Після того, як енергетичний вампір Руна викрадає самоцвіти, члени Варти розходяться. Дрекс повертається на Титан з Місячним Драконом, який успішно просить Кроноса повернути Дрексу колишню гостроту розуму ціною певної фізичної сили. Таким чином, Дрекс повертається до свого початкового стану. Дрекса звинувачують у вбивстві Елізіуса і ще кількох людей, але знімають з нього звинувачення, коли з'ясовується, що ним маніпулювала істота Сифон. Під час пошуків Місячного Дракона Дракс вступає в сутичку з Ґенісом-Веллом. В ході цієї боротьби Дрекс разом з Ґенісом переноситься в Мікровсесвіт, де на деякий час знаходить визнання і щастя на планеті К'ай.

## Колекційні видання
| Назва                                  | Випуски | Дата публікації | ISBN           |
| -------------------------------------- | --- | --------------- | -------------- |
| «Drax: Guardian of the Galaxy»         | Iron Man (vol. 1) #55; Captain Marvel (vol. 2) #27-33, #43-44, #58-62; Warlock (vol. 1) #15; Marvel Spotlight (vol. 2) #1-2; Avengers (vol. 1) #219-220; Logan's Run #6; Thor (vol. 1) #314, Marvel Graphic Novel #1 | Серпень 2016    | 978-1302902131 |
| «Drax the Destroyer: Earthfall»        | Drax: The Destroyer #1-4 | Березень 2006   | 978-0785118060 |
| «Drax Vol. 1: Galaxy's Best Detective» | Drax #1-5 | Травень 2016    | 978-0785196624 |
| «Drax Vol. 2: The Children's Crusade»  | Drax #6-11 | Листопад 2016   | 978-0785196631 |

## Поза коміксами

### Кіновсесвіт Marvel
- Дрекс Руйнівник брав участь у подіях фільмів Кіновсесвіту Marvel. Дейв Батіста виконав роль персонажа у таких фільмах, як: «Вартові галактики» (2014),[36] «Вартові галактики 2» (2017),[37][38] «Месники: Війна нескінченності» (2018),[39] «Месники: Завершення» (2019),[40] «Тор: Любов і грім» (2022),[41] «Вартові галактики: Спеціальний святковий випуск» (2022)[42] і «Вартові галактики 3» (2023).[43]
- Альтернативна версія Дрекса з'являлася в анімаційному телесеріалу Disney+ «А що як...?», озвучений Фредом Татаскіоре.[44][45]